# Forças Armadas do Kuwait
As Forças Armadas Kuwaitianas são a principal força de defesa do Kuwait, e é composta por um exército, uma força aérea e uma marinha, além da polícia, da Guarda Nacional e as unidades da Guarda Costeira e bombeiros. O comando pertence ao Emir (monarca) do país, mas o real controle está nas mãos do ministério da Defesa e do Interior. A Guarda Real é uma brigada de elite independente, apesar de ainda fazer parte das forças armadas, tem seu próprio comando.
Estima-se que as forças armadas do Kuwait tenham mais de 15 000 homens em suas fileiras. Além de 368 tanques de guerra, quase mil blindados de transporte e 100 peças de artilharia. Já a força aérea possuía mais de 100 aeronaves, enquanto a marinha tem 38 navios de guerra. Apesar do tamanho pequeno, os militares kuwaitianos são altamente treinados e possuem enorme capacidade defensiva. O país possui diversos tratados com potências estrangeiras, como os Estados Unidos, que se comprometem a vir em auxílio do Kuwait em caso de ataque por parte de uma nação estrangeira.
O maior conflito que o país participou foi a Guerra do Golfo. Apesar das forças armadas terem sido sobrepujada pelas tropas de Saddam Hussein, muitas unidades saíram intactas e se instalaram na Arábia Saudita, participando posteriormente da reconquista do país.

## Fotos

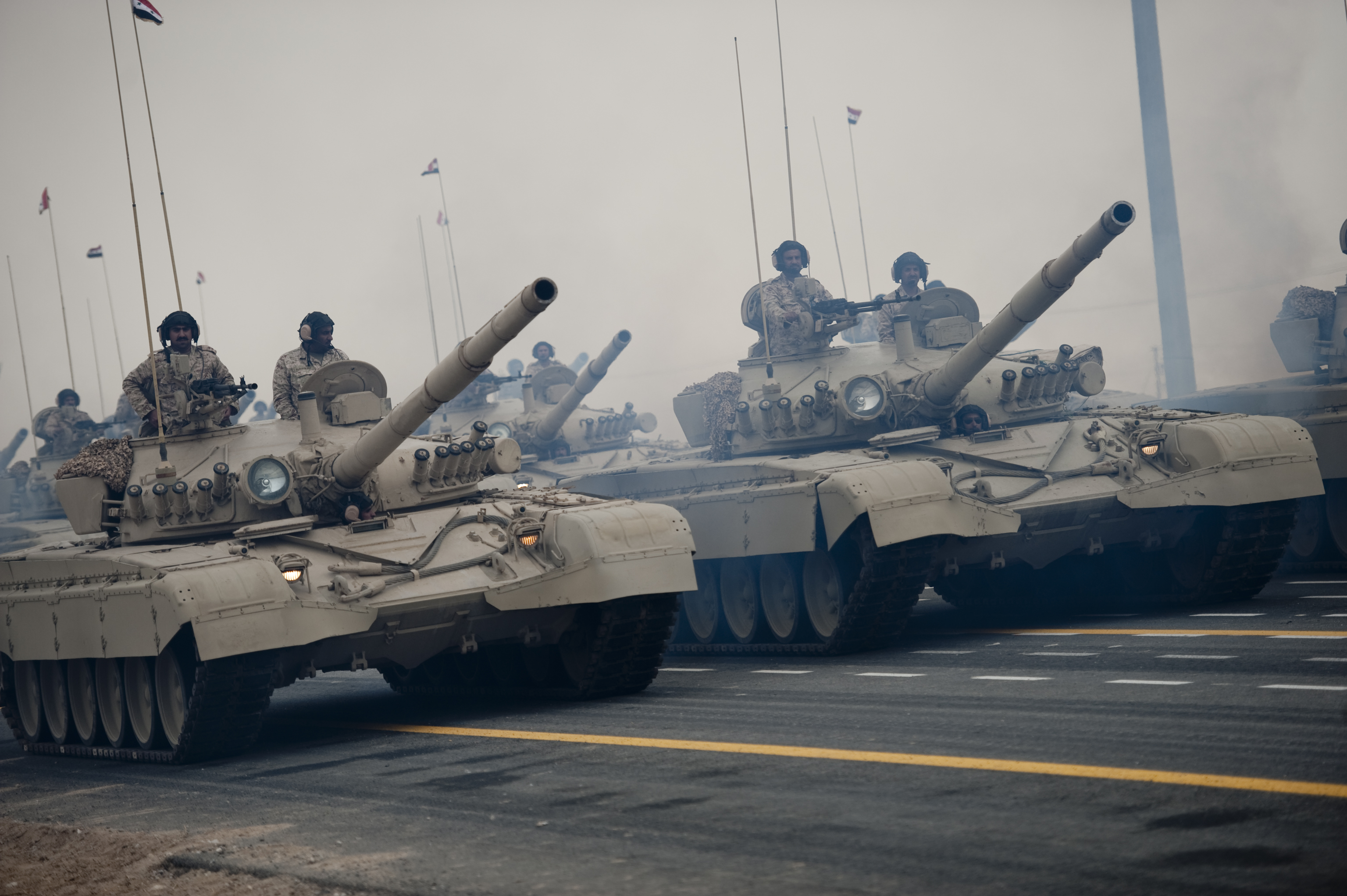
Tanques M-84 do exército kuwaitiano.
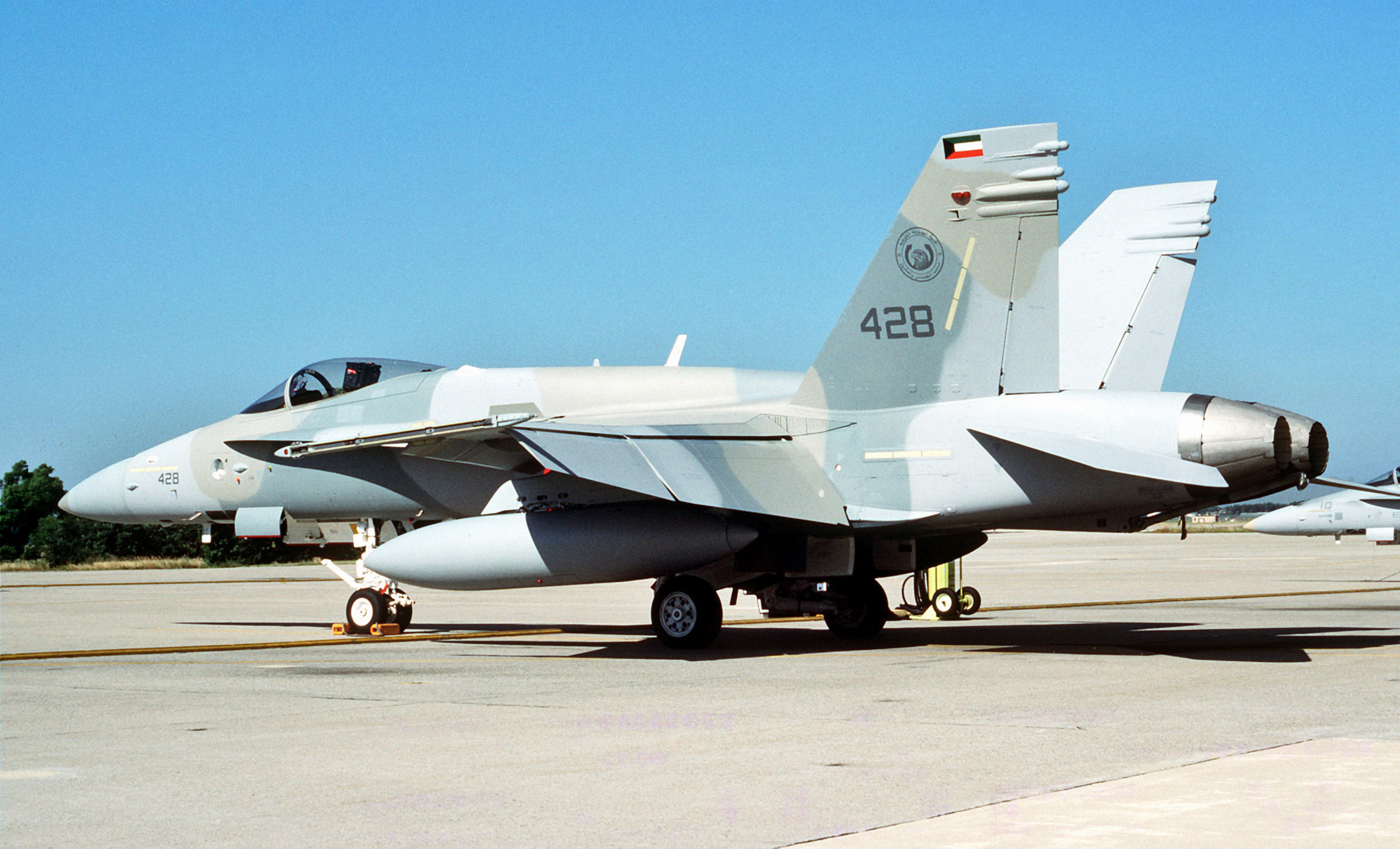
Um caça F-18 da força aérea do Kuwait.
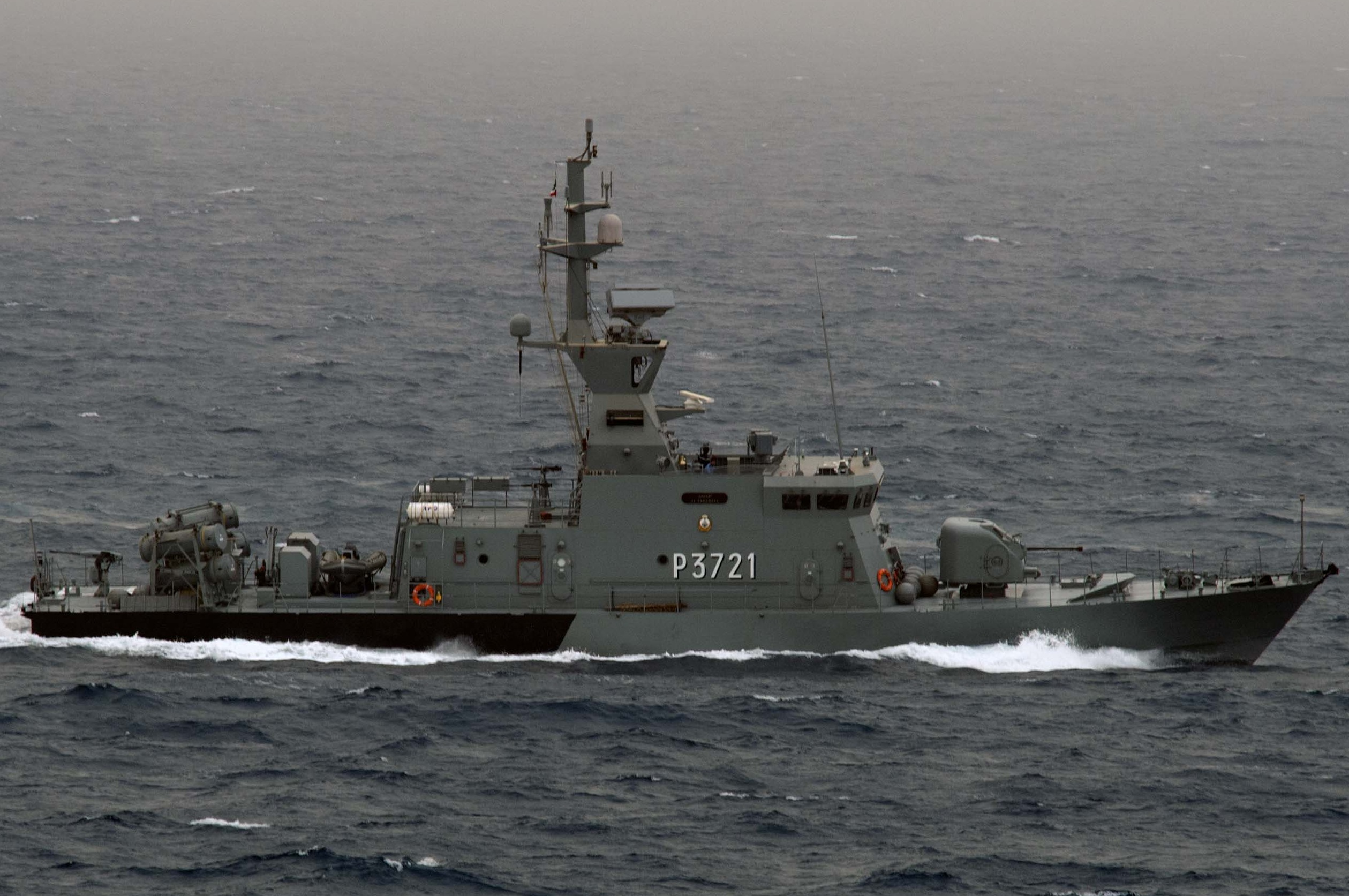
O navio de guerra Al-Fahaheel, da classe Al Maradim.
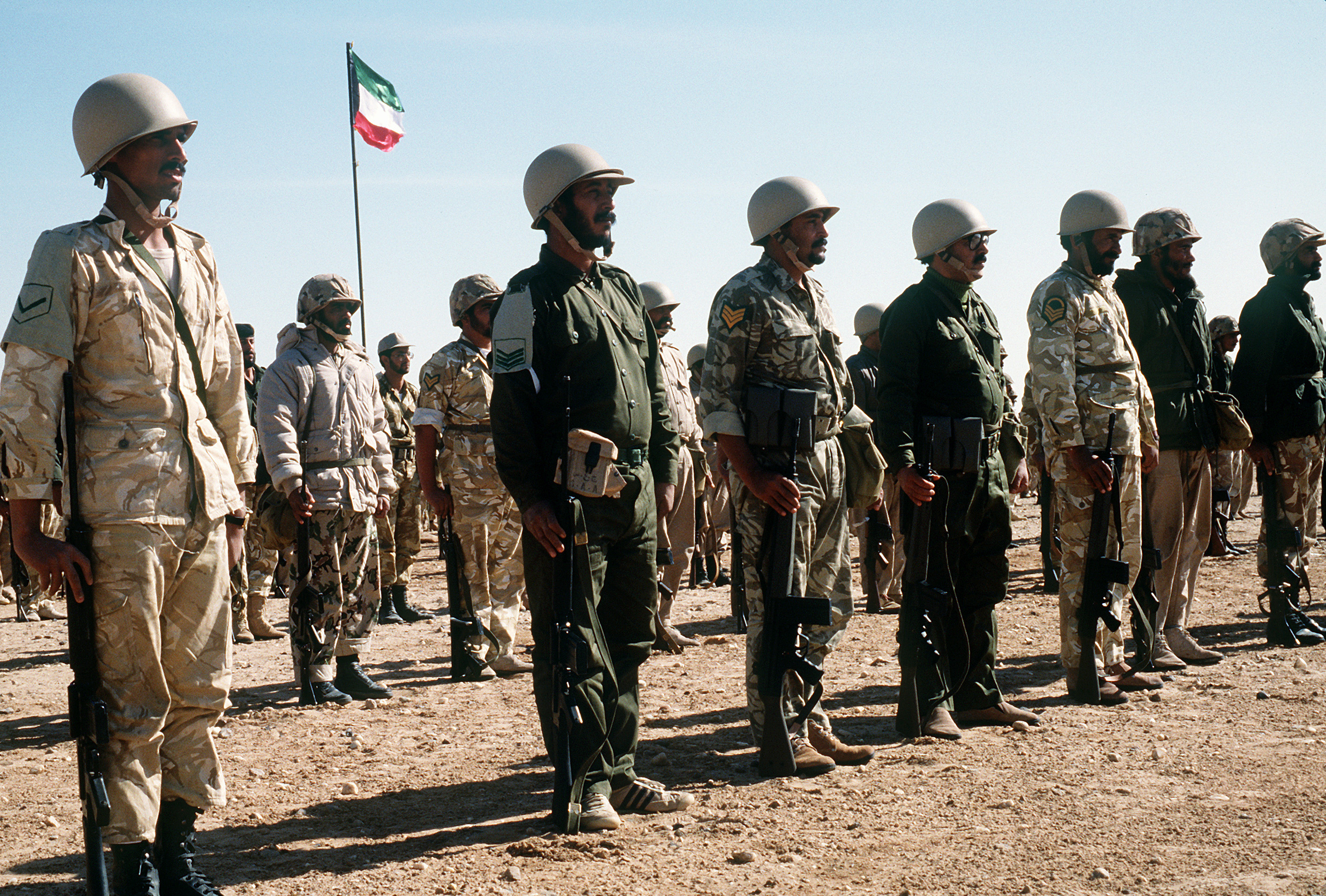
Soldados kuwaitianos durante a Operação Escudo do Deserto.